# Ferchar II de Dalriada
Ferchar Fota (le long) ou Ferchar mac Feradaich roi des Scots du Cenél Loáirn avant 678 puis du Dál Riata mort en 697.

## Origine
Selon le Genelach Rig N-Alban ,Ferchar Fota mac Feradaich  descendait à la huitième génération de Loarn mac Eirc, le frère de  Fergus Mòr mac Earca.
Ferchair Fota m Feradaich m Fergusa m Nechtain m Colmain m Baetain m Echdach m Muiredaich m Loairn mac Eircc.
Le Cenél Echdach division du Cenél Loáirn auquel il appartenait s’était établi dans l’Argyll près de l’actuel port d’Oban avec sa place forte principale de Dun Ollaigh.

## Règne
L’activité connue de Ferchar Fota probablement roi du Cenél nEchdach, commence vers 678 ce qui correspond assez bien avec le règne de 21 ans que lui accorde le Duan Albanach. Les Annales de Tigernach mentionnent cette année-là un massacre du Cenél Loáirn en Tiriu, l'île de Tiree dans les Hébrides intérieures du sud, c'est-à-dire « Ferchar Fota contre  les Bretons qui sont victorieux ».
James E. Fraser identifie ces « Bretons » à ceux qui interviennent quatre ans après jusqu'en Antrim où ils tuent Cathassach mac Máele Cáich, des Uí Chóelbad roi de Dál nAraidi après avoir pris sa capital de Ráith Mór  comme les alliés du puissant roi des Pictes Bridei III lui-même issu par son père de la dynastie des rois de Strathclyde
On note ensuite les traces d'une guerre pour la prise de contrôle de l'ensemble du Dalriada et la mort parfois violente de plusieurs personnages dans lesquels on peut reconnaître des membres du Cenél Gabráin et des rois de Dalriada :
- 680 Dunchad mac Eoganan est tué[5].
- 681 Le meurtre de Conall Cael mac Dunchad au Kintyre[6].
- 689 Mort de Cathusash Ui Domnall Brecc[7] et de Máel-Duin mac Conaill Crandomna[8]
- 696 Meurtre de Domnall Donn mac Conaill Crandomna[9].

La mort de Ferchar Fota est mentionnée en 697, deux ans après, celle d’une certaine « Tommat femme de Ferchar » qui était peut être son épouse ce qui serait un cas unique dans les entrées concernant le Dál Riata.

## Postérité
Ferchar Fota eut comme successeur  Eochaid mac Domangairt mais laissa comme héritiers deux fils qui  continuèrent à combattre le Cenél Gabráin et à se disputer le trône entre eux :
- Ainbcellach mac Ferchair
- Selbach mac Ferchair